# 周祚熙
周祚熙（?—?），中國清朝官員，江西南豐縣人。
乾隆四十九年（1784年）甲辰科進士。嘉慶二年（1797年）接替程文炘，擔任臺灣府臺灣縣知縣。